# Thurrock
Thurrock – dystrykt (borough) w Anglii, w hrabstwie ceremonialnym Essex, w dolnym biegu Tamizy, na wschód od Londynu. W 2011 roku dystrykt liczył 157 705 mieszkańców.
Klub żużlowy z Thurrock, Lakeside Hammers od 2004 startuje w brytyjskiej Elite League (najwyższej klasie rozgrywkowej) wyłaniającej mistrza Wielkiej Brytanii. Thurrock jest miastem partnerskim Płocka.

## Miasta
- Corringham
- Grays
- Stanford-le-Hope
- Tilbury

## Inne miejscowości
Aveley, Baker Street, Bulphan, Chadwell St Mary, Chafford Hundred, East Tilbury, Fobbing, Horndon on the Hill, Linford, Little Thurrock, Mucking, Orsett, Purfleet, Southfields, South Ockendon West Thurrock, West Tilbury.